# Louis Cottrell sr.
Louis Cottrell sr. (New Orleans, 25 december 1878 – aldaar, 17 oktober 1927) was een Amerikaanse jazzdrummer van de dixielandjazz.

## Biografie
Hij introduceerde het vortexspel in de jazz en had een grote invloed op andere drummers uit New Orleans en kreeg de bijnaam Old Man Cottrell. Zijn studenten waren onder meer Baby Dodds, Cie Frazier, Freddie Kohlman, Alfred Williams, Louis Barbarin en Paul Barbarin.
Cottrell leerde muziek lezen van John Cornfelt, die in 1891 even oud was. Hij speelde van 1900 tot 1915 in het Olympia Orchestra in New Orleans en tot 1909 in de band van John Robichaux. Van 1916 tot 1918 speelde hij in de band van Manuel Perez in Chicago en vervolgens tot aan zijn dood in de band van Armand J. Piron in New Orleans, met wie hij ook platen opnam tussen 1923 en 1925.
Hij was de vader van klarinettist Louis Cottrell jr. en overgrootvader van jazzdrummer Louis Cottrell uit New Orleans.

## Overlijden
Louis Cottrell sr. overleed in oktober 1927 op 49-jarige leeftijd.